# Esperanza Roy
Esperanza Fuentes Roy (Madrid, 22 de noviembre de 1935) es una actriz y vedette española. En la escena teatral, ha compaginado su trabajo en musicales como Por la calle de Alcalá (1983), con piezas del teatro clásico como Así que pasen cinco años, de García Lorca, La dama boba, de Lope de Vega, La Malquerida de Jacinto Benavente o Divinas palabras de Valle-Inclán. Su carrera cinematográfica incluye comedias del «destape» y la transición hasta dramas como Vida/Perra por la que recibió siete premios de interpretación.

## Biografía
Nacida en el otoño de 1935, Esperanza fue la menor de una familia de seis hermanos. Tras cursar estudios de ballet clásico, solfeo, danza española, flamenco y claqué, entró en el ballet de Karen Taft en 1950, participando en la obra musical A todo color, en el teatro Lope de Vega de Madrid. Entregada a su carrera como bailarina, fue contratada en 1959 por la Agencia Bermúdez y viajó durante cinco años por toda Europa, llegando a coincidir con Josephine Baker en el espectáculo del casino de Baden-Baden.
A su regreso a España entró en el género de la revista, convirtiéndose pronto en primera «vedette» y llegó a ser contratada por Nati Mistral para el estreno de La bella de Texas en el Teatro Eslava de Madrid, con dirección de Luis Escobar.
En 1968 entró en el cine español de la mano de Elías Querejeta, como protagonista de la película Si volvemos a vernos, dirigida por Francisco Regueiro. Tras una importante y variopinta carrera en escenarios teatrales y películas de diversos géneros, en 1978 obtuvo el premio de interpretación femenina del CEC (Círculo de Escritores Cinematográficos) por su papel protagonista en la película Gusanos de seda de Francisco Rodríguez.
En 1983 volvió a los escenarios del musical y la revista, encabezando el elenco de Por la calle de Alcalá con un éxito popular que motivaría la edición en 1987 del remake teatral Por la calle de Alcalá 2.
En julio de 1985 encabeza el reparto de Fiestaristófanes, espectáculo basado en La asamblea de las mujeres, de Aristófanes, presentado dentro del Festival de Teatro de Mérida.
Se casó en 1993 con el director de cine Javier Aguirre, con el que ha rodado películas que la propia actriz considera «las más interesantes de mi carrera», como Vida/Perra y Medea 2.
En 2000 estrenó una biografía de Marlene Dietrich en el centenario del nacimiento de la actriz alemana.
En 2010, tras participar en Tórtolas, crepúsculo y telón de Francisco Nieva, Esperanza Roy anunció su definitiva retirada de la profesión a la edad de 75 años.
El 14 de noviembre de 2019 recibió, conjuntamente con su esposo Javier Aguirre, la medalla de oro de la Academia de las Artes y las Ciencias Cinematográficas de España por ser «dos miembros del sector cinematográfico con muchos años de oficio».

## Premios
Medallas del Círculo de Escritores Cinematográficos
| Año  | Categoría                 | Película                 | Resultado |
| ---- | ------------------------- | ------------------------ | --------- |
| 1977 | Mejor actriz protagonista | Carne apaleada           | Ganadora  |
| 1981 | Mejor actriz de reparto   | ¡Tú estás loco, Briones! | Ganadora  |

- Premio Radio Nacional de España a la mejor actriz del año, en 1971, 1972, 1973 y 1974.

- Premio San Jorge (1968), por Si volvemos a vernos.[15]

- Fotograma de Plata (1982) por Vida / Perra.

- Trofeo Biennale di Venezia, por Vida / Perra.

- Premio Cinematográfico Luis Buñuel, por Vida / Perra.

- Premio Ercilla (1993), a la mejor intérprete femenina, por Yo amo a Shirley Valantine.[16]

## Filmografía (selección)
- Relevo para un pistolero (1964), de Ramón Torrado.
- Dos chicas locas, locas (1964), de Pedro Lazaga.
- ¿Qué hacemos con los hijos? (1967), de Pedro Lazaga.
- Si volvemos a vernos (1968), de Francisco Regueiro.
- Pecados conyugales (1969), de José María Forqué.
- ¿Por qué pecamos a los cuarenta? (1969), de Pedro Lazaga.
- El cronicón (1969), de Antonio Giménez Rico.
- El jardín de las delicias (1970), de Carlos Saura.
- Las siete vidas del gato. (1970), de Pedro Lazaga
- Blanca por fuera y Rosa por dentro (1971), de Pedro Lazaga
- El sobre verde (1971), de Rafael Gil
- Secuestro a la española (1972), de Mateo Cano.
- Los novios de mi mujer (1972), de Tito Fernández.
- Guapo heredero busca esposa (1972), de Luis María Delgado.
- Las señoritas de mala compañía (1973), de José Antonio Nieves Conde.
- Un casto varón español (1973), de Jaime de Armiñán.
- El ataque de los muertos sin ojos (1973), de Amando de Ossorio.
- Una vela para el diablo (1973), de Eugenio Martín.
- Dormir y ligar: todo es empezar (1974), de Mariano Ozores.
- El insólito embarazo de los Martínez (1974), de Javier Aguirre.
- Es pecado… pero me gusta (1977), de Juan Bosch.
- Gusanos de seda (1976), de Francisco Rodríguez.
- Memorias de Leticia Valle (1976), de Miguel Ángel Rivas.
- El sacerdote (1978), de Eloy de la Iglesia.
- Carne apaleada (1978), de Javier Aguirre.
- ¡Tú estás loco, Briones! (1981), de Javier Maqua.
- Bésame, tonta (1982), de Fernando González de Canales.
- Vida/Perra (1982), de Javier Aguirre.[17]
- La monja alférez (1986), de Javier Aguirre.
- Divinas palabras (1987), de José Luis García Sánchez.
- Perdona bonita, pero Lucas me quería a mí (1997), de Félix Sabroso.

## Teatro (selección)
- Tócame Roque (1959)
- Una chica que promete (1962)
- Victoria Express (1965, Teatro Victoria, Barcelona)
- Usted sí que vale (1966, Teatro Victoria, Barcelona)
- Una viuda de estreno (1968, Teatro Calderón, Madrid)
- La señora es el señor (1974)
- Así que pasen cinco años (1978).
- La dama boba (1979).
- Llámame... señora (1980).
- Coronada y el toro (1982).
- Aquí no paga nadie (1983)
- Por la calle de Alcalá (1983).
- Salomé (1985).
- Fiestaristófanes (1986).
- Por la calle de Alcalá 2 (1987).
- Una farola en el salón (1989).
- Yo amo a Shirley Valentine (1993).
- La Malquerida (1996).
- Esta noche no estoy para nadie (1998).
- La asamblea de las mujeres (1999).
- Marlene Dietrich, un ángel azul (2000).
- A media luz los tres (2001).
- Divinas palabras (2004).
- Tórtolas, Crepúsculo y Telón (2010).

## Televisión
- El jardín de Venus (1983-1984).
- La Comedia Musical Española (1985), espacio de Fernando García de la Vega dedicado a la Revista.
- El Quijote de Miguel de Cervantes (1992), de Manuel Gutiérrez Aragón (en el papel de Maritornes).
- Tutti Frutti (1991-1992) y Casa para dos (1995), ambas en Telecinco.
- En 2008 volvió a televisión con la serie de Telemadrid Viva Luisa.
- Stamos okupa2 (2012). Cameo como ella misma en TVE.